# Вернон Сентер (Њу Џерзи)
Вернон Сентер (енгл. Vernon Center) насељено је место без административног статуса у америчкој савезној држави Њу Џерзи.

## Демографија
По попису из 2010. године број становника је 1.713.
| Група             | 2000.    | 2010.         |
| Белци             | 0 (0,0%) | 1.493 (87,2%) |
| Афроамериканци    | 0 (0,0%) | 17 (1,0%)     |
| Азијати           | 0 (0,0%) | 29 (1,7%)     |
| Хиспаноамериканци | 0 (0,0%) | 143 (8,3%)    |
| Укупно            | 0        | 1.713         |